# Schizophrenia
A Schizophrenia a Sepultura nevű brazil metalegyüttes második nagylemeze, és 1987-ben jelent meg a Cogumelo Records kiadásában Brazíliában. Ez a zenekar első albuma, amelyen már Andreas Kisser gitáros szerepelt. Az előző album stílusához képest a death metal mellett thrash hatások is megjelentek, a dalok karakteresebbek lettek, és a lemez hangzása is nagyot javult.
A lemez nagy feltűnést keltett az európai színtéren a Shark Records terjesztésében, és ennek köszönhetően a Roadrunner Records leszerződtette az együttest. A következő nagylemez, a már a Roadrunnernél megjelent 1989-es Beneath the Remains egyértelmű sikere nyomán a Roadrunner megvásárolta a Schizophrenia jogait, és 1990-ben rendes terjesztéssel nemzetközi szinten is kiadta az albumot. 1997-ben feljavított hangzással, remaszterelve adták ki újból a nagylemezt.
Az album hétperces Inquisition Symphony című instrumentális tételét később a finn Apocalyptica is feldolgozta.

## Az album dalai
| #  | Cím                                 | Hossz |
| -- | ----------------------------------- | ----- |
| 1. | Intro                               | 0:31  |
| 2. | From the Past Comes the Storms      | 4:55  |
| 3. | To the Wall                         | 5:36  |
| 4. | Escape to the Void                  | 4:38  |
| 5. | Inquisition Symphony (instrumental) | 7:13  |
| 6. | Screams Behind the Shadows          | 4:48  |
| 7. | Septic Schizo                       | 4:31  |
| 8. | The Abyss                           | 1:01  |
| 9. | R.I.P. (Rest in Pain)               | 4:36  |

| 10. | Troops of Doom | 3:17 |

| 11. | The Past Reborns the Storms (Demo Version) | 5:08 |
| 12. | Septic Schizo (Rough Mix)                  | 4:34 |
| 13. | To the Wall (Rough Mix)                    | 5:31 |

## Közreműködők
- Max Cavalera – ének, ritmusgitár
- Andreas Kisser – szólógitár
- Paulo Jr. – basszusgitár
- Igor Cavalera – dob, ütőhangszerek
- Henrique - szintetizátor
- Paulo Gordo - hegedű